# Luete Ava Dongo
Moustapha Luete Ava Dongo (Kinshasa, 27 gennaio 1996) è un calciatore della Repubblica Democratica del Congo, difensore svincolato della nazionale congolese.

## Carriera
Ha giocato complessivamente 6 partite nella CAF Champions League (una nel Motema Pembe e 5 nel Vita Club).

## Palmarès

### Club

#### Competizioni nazionali
- Coppa del Belgio: 1

Anversa: 2019-2020